# Marius Bouwman
Mr. dr. Marius Bouwman (Saaxumhuizen, gemeente Baflo, 4 november 1901 – Amsterdam, 17 februari 1961) was predikant en kerkrechtgeleerde, later advocaat en procureur.

## Familie
Bouwman was zesde en jongste kind en zoon van Harm Bouwman (1850-1932), landbouwer, en diens tweede vrouw Elje Dijkema (1861-1950); uit zijn eerste huwelijk met Anna Wiersum (1849-1888) had Harm Bouwman ook zes kinderen. Hij trouwde in 1928 met Maria Annetta Terpstra (1901-1990), dochter van ds. Albert Terpstra (1876-1934) en diens eerste vrouw Hendrikje de Jong (1879-1906). Uit dit huwelijk werden twee dochters geboren, onder wie Carla Ella Bouwman, vertaalster.

## Biografie
Bouwman studeerde vanaf 1920 rechten en vanaf 1923 theologie aan de Vrije Universiteit. Hij was gereformeerd predikant te Baambrugge (1928-1931) en Nieuwendam (1931-1945). Hij promoveerde in 1937 cum laude tot doctor in de theologie bij prof. dr. H.H. Kuyper (1864-1945), hoogleraar kerkrecht, op de dissertatie Voetius over het gezag der synoden. Dit proefschrift leidde tot uitvoerige besprekingen over de Doleantie en het kerkrecht. De Doleantie, waarbij een groot aantal gereformeerden de Nederlandse Hervormde Kerk verliet, was gebaseerd op de aan Gisbertus Voetius ontleende gedachte dat lokale kerkenraden een grote mate van zelfstandigheid bezaten en dus zelf konden besluiten een kerkverband te verlaten. Zij stichtten daarop de Gereformeerde Kerken in Nederland, die zich om deze reden als "kerken" betitelden. Onder invloed van enkele leerkwesties, waaronder die rond de predikant van Amsterdam-Zuid, Johannes Geelkerken, kreeg de landelijke synode van de Gereformeerde Kerken op aandringen van H.H. Kuyper echter steeds meer gewicht. Bouwman stelde in zijn proefschrift dat Voetius de lokale gemeenten te veel gezag had toegekend om zo zijn Engelse geestverwanten, de independenten, te vriend te houden. Enkele recensenten concludeerden daarom dat de voormannen van de Doleantie, zoals F.L. Rutgers en Abraham Kuyper, Voetius' kerkrechtelijke leer verkeerd hadden begrepen, en dat de Doleantie eigenlijk op foute aannames was gestoeld. Dit leidde tot stevige kritiek op Bouwmans proefschrift; het zo van hun voetstuk halen van deze grote voormannen door Bouwman werd in gereformeerde kring niet geapprecieerd. Bouwman ontkende echter dat dit een correcte weergave van zijn standpunt was. Volgens hem gaf Voetius de synode alleen het recht om in te grijpen in plaatselijke gemeenten wanneer zij geen opvattingen wilde opleggen die strijdig waren met de Bijbelse leer. De Nederlandse Hervormde Kerk ten tijde van de Afscheiding van 1834 en de Doleantie had echter juist wel onbijbelse opvattingen willen opleggen.
Nadien werd Bouwman als kerkrechtkundige om advies gevraagd, bijvoorbeeld door de Synode van Sneek (1939) over het tuchtrecht der meerdere vergaderingen. Deze synode schorste in 1944 de Kamper hoogleraar Klaas Schilder, wat leidde tot de Vrijmaking. Veel tegenstanders van Bouwmans opvattingen over het gezag van de landelijke synode kozen daarom voor de Vrijmaking. Hij maakte zijn rechtenstudie af in 1946. Daarna was hij vanaf 1947 advocaat en procureur. In die laatste positie pleitte hij meermalen voor de Gereformeerde Kerken in Nederland in zaken over de eigendom van de kerkelijke goederen in gemeenten die als gevolg van de Vrijmaking gesplitst waren.
Bouwman was sinds 1938 lid van het Historisch Genootschap te Utrecht.
Bouwman overleed in het Wilhelminagasthuis in Amsterdam als gevolg van verwondingen opgelopen door de aanrijding tussen hem op zijn brommer en een vrachtwagen.